# Ben van der Burg
Ben van der Burg (ur. 20 kwietnia 1968 w Schipluiden) – holenderski łyżwiarz szybki, srebrny medalista mistrzostw świata.

## Kariera
Największy sukces w karierze Ben van der Burg osiągnął w 1990 roku kiedy zwyciężył na wielobojowych mistrzostwach świata w Innsbrucku. W zawodach tych wyprzedził go jedynie Norweg Johann Olav Koss, a trzecie miejsce zajął kolejny Holender, Bart Veldkamp. Był to jedyny medal wywalczony przez niego na międzynarodowej imprezie tej rangi. W późniejszych startach najbliżej podium był w 1991 roku, kiedy zajął czwarte miejsce na mistrzostwach Europy w Sarajewie. Walkę o medal przegrał tam z Veldkampem. Wielokrotnie stawał na podium zawodów Pucharu Świata, odnosząc przy tym trzy zwycięstwa. 26 listopada 1989 roku w Berlinie, 9 grudnia 1989 roku w Skien i 1 grudnia 1990 roku w Heerenveen zwyciężał na 1500 m. Najlepsze wyniki osiągnął w sezonie 1989/1990, kiedy zajął drugie miejsce w klasyfikacji końcowej 1500 m. Uległ wtedy jedynie Johannowi Olavowi Kossowi, a trzecie miejsce zajął Austriak Michael Hadschieff. Nigdy nie wystąpił na igrzyskach olimpijskich. W 1992 roku zakończył karierę.